# سيون سبينس
سيون سبينس (بالإنجليزية: Sion Spence)‏ هو لاعب كرة قدم بريطاني، ولد في 20 فبراير 2000.

## وصلات خارجية
- سيون سبينس على موقع قاعدة بيانات كرة القدم.إي يو (الإنجليزية)
- سيون سبينس على موقع Soccerway.com (الإنجليزية)